# Gladiolus hortulanus
Gladiolus hortulanus là một loài thực vật có hoa trong họ Diên vĩ. Loài này được L.H. Bailey miêu tả khoa học đầu tiên năm 1930.